# Takayoshi Yamano
Takayoshi Yamano (山野 孝義, Yamano Takayoshi, né le 5 avril 1955 à Osaka au Japon) est un footballeur japonais.